# صبحي صالح
صبحي صالح موسي أبو عاصي مواليد 19 سبتمبر 1953 محافظة البحيرة محامي وحقوقي مصري، محامى بالنقض والإدارية العليا وكان ضمن الكتلة البرلمانية لنواب الإخوان المسلمين في الدورة البرلمانية 2005/2010، عاد بعدها عضوًا لمجلس الشعب المصري بعد انتخابات برلمانية أعقبت الثورة في 2011.

## نشأته
ولد بقرية محلة زياد محافظة الغربية وهو الأخ الأوسط لخمسة أشقاء غيره. توفى والده وهو في الرابعة وبضعة أشهر من عمره وتكفلت أمه بتربيتهم جميعا. التحق بالدراسة الابتدائية في عام 1959، واتم دراسته الاعدادية في العام الدراسي 1968/1969، التحق بالمدرسة الثانوية التجارية بالمحلة الكبرى، وحصل على دبلوم المدارس الثانوية التجارية في العام الدراسي 1970/1971 بتفوق وتقدم بأوراقه لمكتب تنسيق الدبلومات الفنية ورشحه مكتب التنسيق لمعهد السكرتارية والإدارة بالعباسية –كما اتيحت له فرصة امتحان المعادلة للالتحاق بكلية التجارة جامعة الإسكندرية، ونظرًا لأنه لم يكن لديه أي رغبات أو طموحات "إلا ان يكون محاميا"، كما ذكر. فصرف النظر عن ذلك كله وأصر على المضى قدما لتحقيق طموحه بالبحث عن عمل واستكمال دراسته.
وحتى يستطيع الحصول على عمل ودخل مناسب التحق بمدرسة الشئون المالية العسكرية، وبعد تخرجه فيها الحق للعمل بالآدارة المالية للقوات البحرية بوظيفة (مراجع مالى)بقسم الحسابات، بدرجة (صول) وفي هذه الأثناء عاود طموحه، حيث حصل على الثانوية العامة –القسم آدبى- من مدرسة الرمل الثانوية في العام الدراسي 1973/1974 ومنها لكلية الحقوق جامعة الإسكندرية؛ ليحقق امل الطفولة وتخرج لاحقًا منها في دور مايو 1979، ليلتحق بمكتب تدريب، حتى افتتح مكتبه الخاص، ومنذ ذلك التاريخ وهو يعمل بالمحاماة.
تعرف على الإخوان المسلمين عقب خروجهم من سجون عبد الناصر بعد وفاة الأخير ما بين عامي 1976,1975، وكان بعدها ضمن من ألقي القبض عليهم عقب مقتل الرئيس السادات عام 1981. انهى خدمته العسكرية وتفرغ للمحاماة حيث افتتح لنفسه مكتب بالرمل -نقله بعد ذلك إلى المنشية ، ومكتبه حاليًا بمنطقة مصطفي كامل، هذا وقد مارس العمل النقابى منذ عام 1988 حتى 2004.

## العمل العام
- عضو مجلس نقابة المحامين بالإسكندرية ومقرر لجنة الشريعة الإسلامية من 1989 إلى 1993.
- عضو مجلس نقابة المحامين بالإسكندرية ومقرر لجنة الشريعة الإسلامية وأمين الصندوق 1993 وحتى فرض الحراسة عام 1997
- وكيل نقابة المحامين بالإسكندرية ومقرر لجنة الشريعة الإسلامية من 2000 إلى 2004.
- عضو مجلس نقابة المحامين العامة بمصر - ومقرراللجنة السياسية من 2004 حتى 2011.
- نائب بمحلس الشعب المصري دورة 2005 حيث يمثل دائرة الرمل بالإسكندرية بعد هزيمته للسيد خالد أبو إسماعيل مرشح الحزب الوطني الديموقراطي الذي استعان برئيس لجنة السياسات جمال مبارك في دعايته الانتخابية في مؤتمر انتخابي ضخم لم يجن بعده إلا الهزيمة أمام صالح.
- هُزم في انتخابات مجلس الشعب لدائرة الرمل عام 2010 بعد تزوير فاضح لصالح مرشح الحزب الوطني.
- تم اختياره في لجنة اعادة صياغة الدستور المصري التي تم اختيارها من قبل المجلس الأعلى للقوات المسلحة بعد سقوط نظام مبارك في أعقاب قيام ثورة 25 يناير.
- انتخب عضوًا لمجلس الشعب المصري في الانتخابات البرلمانية التي أعقبت الثورة المصرية، والتي فاز فيها حزبه الجديد الحرية والعدالة المنبثق عن جماعة الإخوان المسلمين بأكثر من ثلث المقاعد.
- عُين عضوا بمجلس الشورى عام 2012، ضمن 90 عضوا تم تعيينهم من قبل الرئيس محمد مرسي.

## دراسات في السيرة على شرائط كاسيت
- سلسة خطب صور من حياة الرسول 40 حلقة.
- بنات النبى 8 حلقات
- بالإضافة إلى مجموعة كبيرة من الخطب والمحاضرات (ألف خطبة تقربيا).

الإسهامات الفكرية: له عدة مؤلفات منها:
1. العلمانية في قفص الاتهام
2. بحوث في الاعتقالات
3. (كيف ننصرهم..؟) بحث في دعم الانتفاضة
4. القوانين الاستثنائية والمحاكم الخاصة في مصر (تحت الطبع)
5. دراسة في قانون الطوارئ (بحث مقدم لنقابة المحامين العامة)
6. محاكم أمن الدولة طوارئ بين الإلغاء والإبقاء
7. قانون محكمة الأسرة نهاية أم بداية
8. له عدة محاضرات في القضية الفلسطينية
9. صناعة
10. الدولة الإسلامية بين الدولة المدنية والدولة الدينية.
11. عدم دستورية محاكمة المدنيين امام المحاكم العسكرية.
12. لسنا بحاجة لقانون جديد لمكافحة الإرهاب.
13. وهم الديمقراطية الأمريكية.
14. الشرطة في خدمة الشعب وعلى المتأفف الاستقالة.
15. جريمة التعذيب في الشريعات المصرية.
16. فن المرافعات.

## الاعتقالات
- تم اعتقاله في 22 أبريل 2003 في القضية رقم 814 لسنة 2003 التي اعتقل بها جميع أعضاء المكتب الإداري للإخوان المسلمين بالإسكندرية ولم يكن صالح بين المجتمعين إلا أن مباحث أمن الدولة توجهت لمنزلة وألقت القبض عليه وقامت بضمه للقضية.[1]
- قبض عليه مجددا في 31 أغسطس 2013 بمنظقة برج العرب بالإسكندرية، ووجهت له اتهامات تتعلق بأحداث العنف عند مسجد القائد إبراهيم، وتم نقله إلى سجن الغربانيات.[2]

## المصدر
1. ↑  وش إجرام.. صبحي صالح.. من محام لإرهابي خلف القضبان، البوابة، نشر في 30 أغسطس 2017، دخل في 2 يونيو 2018. نسخة محفوظة 29 يناير 2018 على موقع واي باك مشين.
2. ↑  القبض على القيادي الإخواني صبحي صالح بالإسكندرية نسخة محفوظة 29 مايو 2020 على موقع واي باك مشين.

## وصلات خارجية
- الموقع الشخصي للنائب صبحي صالح
- صبحى صالح يتحدث في مؤتمر تحالف القوى الوطنية لا أنابوليس على يوتيوب
- تعليق الأستاذ صبحى صالح على المهزلة العسكرية على يوتيوب
- صبحي صالح يتحدث عن المحاكم العسكرية في نقابة الصحافيين المصرية على يوتيوب
- صبحي صالح يتحدث عن مهزلة انتخابات المحليات للجزيرة على يوتيوب
- صبحي صالح عضو مجلس الشعب ومدي شرعية المحاكم العسكرية
- حوار العاشرة مساءً الذي لم يتم بثة بشأن قضية حمادة عبد اللطيف على يوتيوب
- مدونة غير رسمية لتغطية نشاط النائب صبحي صالح
- مضابط النائب، مجلس الشعب المصري
- السيرة الذاتية للنائب